# ...Distinto a los demás
...Distinto a los demás es el primer álbum de estudio del cantante colomboestadounidense Nicky Jam. Fue publicado en 1995 por F&K Records.

## Antecedentes
Este primer EP surgió luego que el artista en aquel tiempo llamase la atención de la esposa de un director ejecutivo de un sello independiente en Puerto Rico, todo esto mientras trabajaba en un supermercado. El interés que despertó en aquella mujer fue tanto que llevó al pequeño artista a rapearle en persona a aquel director ejecutivo y de esta manera nació el primer EP.

## Rendimiento comercial
A pesar del poco éxito comercial que tuvo este primer EP, profesionalmente fue de gran ayuda debido a que varios dj's y productores de música urbana de aquel tiempo se empezaron a fijar en el trabajo de este artista.

## Listado de canciones
| N.º   | Título                                   | Escritor(es)              | Duración |  |
| 1.    | «Distinto a los demás» (con Baby Gringo) | Nick Rivera y Juan Nieves | 3:01     |  |
| 2.    | «El corazón me duele» (con Baby Doc)     | Nick Rivera y Juan Nieves | 3:39     |  |
| 3.    | «Mi estilo predomino»                    | Nick Rivera               | 2:37     |  |
| 4.    | «Si te metes conmigo»                    | Nick Rivera               | 3:14     |  |
| 5.    | «Música, estilo y motivación»            | Nick Rivera               | 3:33     |  |
| 6.    | «Compton Styles From Puerto Rico»        | Nick Rivera               | 3:44     |  |
| 7.    | «Gotta Get It» (con Fresh J)             | Nick Rivera y Juan Nieves | 3:31     |  |
| 8.    | «Sigo potente»                           | Nick Rivera               | 2:45     |  |
| 26:08 |                                          |                           |          |  |